# Шварцман Ошер Маркович
Ошер Маркович Шварцман (6(18).10.1889, с. Вільня, біля Житомира, ‒ серпень 1919, станція Полиці, поблизу м. Сарни), єврейський радянський поет.

## Біографія
Учасник 1-ї світової війни 1914‒18; наприкінці 1918 вступив добровольцем в Червону Армію. На початку 1919 виїхав на польський фронт, командував взводом кінної розвідки 1-го Богунського полку 44-ї дивізії. Загинув в сутичці з поляками на станції Полиці (з 1928 року — Рафалівка) поблизу міста Сарни.

## Творчість
Друкувався з 1913. Відмінні риси його поезії ‒ оптимізм, революційний романтизм. Найкращі післяреволюційні вірші: «Юність» (1917), «Бачення» (1918), «Мій брат», «Сива мати-ніч» (обидва ‒ 1919). Поезія Шварцмана пронизана любов'ю до людей праці, до рідної природи. Вона залишила глибокий слід в єврейській радянській поезії, засновником якої вважається Шварцман Ошер. Його вірші перекладені на українську, російську та інші мови.

## Вірші
- «Косар» (1908)
- «Корчма», «Промінь сонця хвилю цілував дотемна» (1909),
- «Ти красивий і гордий» (1912)
- «Юність», «Мотиви війни» (1917),
- «Бачення» (1918),
- «В країні людської скорботи», «Мій брат», «Сива мати-ніч» (1919).

## Твори
- Лідер, Київ, 1923.
- Поезії / О. Шварцман ; пер. з євр. П. Г. Тичина. — [Харків]: Укрдержнацменвидав, [192-]. — 24, 120 с. — Текст укр., євр.
- Лідер ун брів, Київ, 1935.
- Поезії: [вірші та листи] / О. Шварцман / переклад з єврейської. — Київ: Рад. письменник, 1965. — 147 с.
- Чорна мати-ніч: вірші та вибр. листи / Ошер Шварцман ; пер. укр. [з їдишу] Валерії Богуславської ; [передм. А. Вергеліса, Л. Кациса]. — К. : [б. в.], 2012. — 95 с. : фото. — ISBN 978-966-378-234-8
- Але лидер, М., 1944; (рос.)
- Стихотворения. [Предисл. Ш. Эпштейна], М., 1941. (рос.)
- Стихотворения. [Предисл. А. Вергелиса], М., 1960. (рос.)
- Стихи. (Предисл. П. Усенко), М., 1968. (рос.)

## Вшанування пам'яті
У Києві його ім'я носить бібліотека в Шевченківському районі столиці.